# نادي فنار باغجه لكرة السلة
نادي فَنَار بَاغِجَه لكرة السلة (بالتركية: Fenerbahçe Basketbol)‏ أو فنار باغجه بيكو لأسباب الرعاية، هو فريق كرة سلة تركي تأسس في 1913 يقع في إسطنبول، تركيا. يلعب في الدوري الأوروبي لكرة السلة والدوري التركي لكرة السلة.

## وصلات خارجية
- الموقع الإلكتروني